# La Collada (Hortoneda)
La Collada és una collada i una partida rural situada a 1.031,2 metres d'altitud del terme municipal de Conca de Dalt (antic terme d'Hortoneda de la Conca), al Pallars Jussà, vora el poble d'Hortoneda i l'antiga quadra de Llania.
Es troba al nord d'Hortoneda, al costat nord-oest del Roc de Tomàs i al sud-est del Cap del Bosc de Llania, a la carena que separa les valls dels barrancs de la Masia i d'Eroles.
Hi passava el camí, actualment molt perdut, d'Hortoneda a l'antiga quadra de Llania.
Formen aquesta partida 51,1224 hectàrees de pastures, bosquina, zones de matolls i d'altres d'improductives.